# Asymblepharus
Asymblepharus is een geslacht van hagedissen uit de familie skinken (Scincidae).

## Naam en indeling
De wetenschappelijke naam van de groep werd voor het eerst voorgesteld door Valery Konstantinovich Eremchenko en Mykola Mykolaiovych Shcherbak in 1980.
Er zijn acht soorten die voorkomen in delen van Azië en leven in de landen Bangladesh, Bhutan, China, India, Kazachstan, Kirgizië, Nepal, Oezbekistan, Pakistan, Tadzjikistan en Turkmenistan.

## Verspreiding en habitat
Door de internationale natuurbeschermingsorganisatie IUCN is aan één soort een beschermingsstatus toegewezen. De soort Asymblepharus eremchenkoi wordt als 'veilig' beschouwd (Least Concern of LC).

## Soorten
Het geslacht omvat de volgende soorten, met de auteur en het verspreidingsgebied.
| Naam                       | Auteur                            | Verspreidingsgebied                                    |
| -------------------------- | --------------------------------- | ------------------------------------------------------ |
| Asymblepharus alaicus      | Elpatjevsky, 1901                 | China, Kazachstan, Kirgizië, Oezbekistan, Tadzjikistan |
| Asymblepharus eremchenkoi  | Panfilov, 1999                    | Kazachstan, Kirgizië                                   |
| Asymblepharus himalayanus  | Günther, 1864                     | India, Nepal, Pakistan, Turkmenistan                   |
| Asymblepharus ladacensis   | Günther, 1864                     | China, India, Nepal, Pakistan                          |
| Asymblepharus mahabharatus | Eremchenko, Shah & Panfilov, 1998 | Nepal                                                  |
| Asymblepharus nepalensis   | Eremchenko & Helfenberger, 1998   | Nepal                                                  |
| Asymblepharus sikimmensis  | Blyth, 1854                       | Bangladesh, Bhutan, China, India, Nepal                |
| Asymblepharus tragbulense  | Alcock, 1898                      | India, mogelijk in Pakistan                            |